# Champ sémantique
En lexicologie, un champ sémantique est un groupe de mots qui partagent les aspects sémantiques et qui sont utilisés dans le même contexte pour décrire un sujet spécifique. Il s'applique à l'étude linguistique, mais aussi l'anthropologie, la sémiotique computationnelle, et l'exégèse technique. 

## Histoire
La notion de « champ », qui n'est pas propre à la linguistique, renvoie à un domaine spécifique dont on cherche à dégager la structure.
Les recherches sur la délimitation des champs ont été, au début, celles des anthropologues et des ethnographes : le point de vue linguistique n’y était que secondaire et la langue ne servait qu’à comprendre les schémas conceptuels d’une société (exemples : les vocabulaires de la parenté chez les Iroquois, les classifications botaniques « populaires », le vocabulaire des animaux domestiques) qui ne portent pas sur les signifiés de mots qui sont en général polysémiques, mais sur des emplois particuliers relatifs à un système conceptuel précis (« fille » par rapport à mère, père et non à « garçon » ; « mère » par rapport à fils, à père, mais non à « maison mère, mère supérieure, mère de vinaigre »).
Dans les années 1930, Jost Trier a proposé la théorie du champ lexical, mais selon le linguiste John Lyons, cette théorie provient des idées de Wilhelm von Humboldt et Johann Gottfried Herder qui, au XVIII, étaient deux des plus grands contributeurs du domaine linguistique. Dans les années 1960, un autre linguiste, Stephen Ullmann, a conceptualisé les champs sémantiques comme des structures qui perpétuent les valeurs de société. John Lyons soutenait que des mots reliés par n'importe quel sens appartiennent au même champ sémantique. Il pensait que le champ sémantique n'était qu'une catégorie lexicale qu'il a appelée champ lexical. Pour lui, le champ sémantique et le réseau sémantique sont des concepts différents. Le réseau sémantique est défini comme un réseau encadré de mots qui sont interconnectés, mais peut-être indirectement. Un champ sémantique, au contraire, est une famille de mots qui sont directement reliés les uns aux autres. Une autre contributrice au domaine de la théorie des champs sémantiques est Eva Kittay qui, dans les années 1980, a développé une théorie de champ sémantique au sujet des métaphores. Selon elle, tous les mots d'un même champ sémantique ont des relations particulières aux autres mots de ce champ, la métaphore réorganisant ces relations par les relier aux relations d'un autre champ. Pendant la décennie suivante, Sue Atkins et Charles J. Filmore ont introduit l'idée de « charpente sémantique », affirmant qu'on ne peut comprendre un mot seul sans connaitre tout ce qui se relie à ce mot.

### Les outils pour enrichir le champ sémantique
Il existe de nombreux outils pour enrichir le champ sémantique de vos contenus. Ces outils peuvent vous aider à identifier les termes connexes et les variations de sens à intégrer dans vos textes. Des outils du type Google Keyword Planner peuvent vous fournir des suggestions de mots-clés et des analyses de la concurrence.
D'autres outils, comme TextRazor et AlchemyAPI, peuvent analyser vos contenus et vous fournir des recommandations pour enrichir leur champ sémantique. Ces outils utilisent des techniques de traitement du langage naturel pour identifier les relations de sens entre les mots et vous aider à créer des textes plus riches et variés.
L'utilisation de synonymes, d'antonymes, et d'hyperonymes peut également enrichir le champ sémantique de vos contenus. En intégrant des termes sémantiques dans vos textes, vous pouvez répondre à un plus grand nombre de requêtes des utilisateurs.